# أمبروس أثاناسولاس
أمبروس أثاناسولاس (باليونانية: Λάμπρος Αθανασούλας)‏ مواليد 10 نوفمبر 1976، هو سائق راليات يوناني. بدأ مسيرته في سنة 2005. كان أول رالي له هو رالي أكروبوليس 2005. شارك في بطولة العالم للراليات.